# Ворота Сарагоцца
Ворота Сарагоцца (итал. Porta Saragozza) — ворота, оставшиеся от несуществующей ныне средневековой городской стены Болоньи.

## История

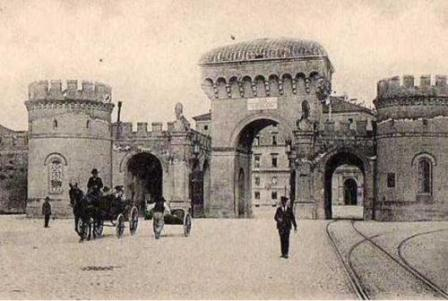
Старая открытка, на которой видны пути «конки» у ворот Сарагоцца

Ворота Сарагоцца (то есть, Сарагосские ворота) находятся на одноимённой площади на пересечении улицы Сарагоцца (via Saragozza) с кольцом бульваров, проложенных на месте не сохранившегося третьего кольца городских стен Болоньи.
Ворота построены в XIII веке, в 1334 году сделана пристройка, а также сооружён подъёмный мост через ров. В 1674 году начато строительство галереи, соединившей ворота со святилищем Мадонна-ди-сан-Люка, где находится почитаемая икона Девы Марии, автором которой считается евангелист Лука (строительство галереи завершилось в 1739 году). Поскольку паломники проходили к святилищу именно через ворота Сарагоцца, те получили и другие названия: «Святые ворота» (Porta sacra) или «Ворота паломников» (Porta dei pellegrini). В 1859 году под руководством инженера и архитектора Энрико Брунетти Родати (Enrico Brunetti Rodati) и архитектора Джузеппе Менгони произведена радикальная перестройка, в результате которой внешний вид ворот полностью изменился — на месте исторического памятника появилось по сути новое сооружение с основным проездом посередине и двумя портиками с цилиндрическими башнями по углам, о существовании которых когда-либо в прошлом нет никаких документальных или археологических свидетельств.
5 апреля 1883 года открылась линия конного трамвая Болонья-Казалеккьо-Виньола, прошедшая через ворота Сарагоцца (демонтирована в 1938 году).
В настоящее время ворота Сарагоцца стали одним из символов движения за права сообщества ЛГБТ — в июне 1982 года городские власти Болоньи официально предоставили помещения ворот Сарагоцца ЛГБТ-центру Cassero (это был первый в Италии случай официального признания местными властями общественной пользы организации ЛГБТ; 2 марта 2002 года власти предоставили Cassero другую резиденцию), 28 июня 1982 года здесь завершился начавшийся на Пьяцца Маджоре марш сторонников движения. Здесь же первоначально располагалось местное отделение организации Arcigay, в 2012 году отсюда начался болонский гей-парад (Pride Nazionale).